# Клімчук Федір Данилович
Федір Данилович Клімчук (біл. Фёдар Дані́лавіч Клімчу́к ; 27 лютого 1935, д. Симоновичі, Дрогичинський повіт, Поліське воєводство, Польська Республіка — 22 жовтня 2018, Мінськ, Білорусія) — білоруський лінгвіст-діалектолог, історик. Кандидат філологічних наук, старший науковий співробітник Інституту мовознавства імені Якуба Коласа Національної академії наук Білорусі. Фахівець з історії та діалектології Полісся. Автор понад 200 робіт у галузі діалектології, лінгвогеографії, лексикографії, славістики, фольклору, етногенезу, глоттогенезу, соціолінгвістики, топонімії. Удостоєний Державної премії Республіки Білорусь у 2000 році в галузі гуманітарних та соціальних наук.

## Біографія
Народився 27 лютого 1935 року в селі Симоновичі Дрогичинського повіту Поліського воєводства II Речі Посполитої (нині Дрогичинський район Брестської області Білорусі) у селянській родині. З першого по третій клас навчався у Симоновичській школі, четвертий клас відвідував школу у селі Вулька Симоновичська, з п'ятого по десятий клас навчався у школах Дрогичина. Закінчив школу в 1952.
У тому року вступив на історичне відділення Пінського державного учительського інституту. Після закінчення інституту 1954 року працював учителем у селі Відібор Столинського району Брестської області. З 1955 року викладав у школах Дрогичинського району.
З 1964 до 1967 року заочно навчався на історичному факультеті Мінського державного педагогічного інституту ім. М.Горького. У 1957 році розпочав наукову роботу: збирав діалектний, фольклорний та етнографічний матеріал. У 1962 році познайомився і почав співпрацювати з лінгвістом Микитою Іллічем Толстим (правнуком Л. А. н. Толстого).
У 1968 році вступив до аспірантури при Інституті мовознавства імені Якуба Коласа АН БРСР, закінчивши яку у 1971 році, почав працювати в секторі діалектології цього ж інституту. З 1981 року — старший науковий співробітник. У 1973 році захистив кандидатську дисертацію на тему «Так лінгвагеаграфії Західного Палесся» («До лінгвогеографії Західного Полісся»).
Переклав на західнополіський говір рідного села Новий Завіт, твори Гомера, Толстого, Гоголя.
Помер у віці 83 років після хвороби.

### Монографії
- Клімчук Ф. Д. До лінгвагенграфії Західного Полісся: Фанетика 4-х поліських говірок: Дис. філ. наук. — Мінськ: Б.в., 1973. — 193 с.: Табл.
- Клімчук Ф. Д. Гаворкі Західного Палесся: Фанетичний нарис / АН Білорусь. ССР.Ін-т мовознавства імені Я.Коласа. — Мінськ: Навука і техніка, 1983. — 128 с.

### Редактор
- Босак О. А. Атлас гаворак Пружанського району Брестської області та сумежжя (Верхняга Над'ясельдзя): фанетика та марфалогія / Олена Босак, Віктор Босак; адк. ред. Клімчук Ф. Д.; Нац. акад. наук Білорусі, Ін-т мовознавства ім. Я. Коласа. — Мінськ: [б. в.], 2005. — 94 с. : карти. — Бібліягр.: с. 93.
- Трухан Т. М. Лексіка обробітки льону: темат. слов., лекс. атлас / Т. М. Трухан, Ф. Д. Клімчук; відповідь. ред. Трухан Т. М.; Нац. акад. наук Білорусі, Ін-т мовознавства ім. Я. Коласа, Бел. респ. фонд фундам. дослідні. — Мінськ: Права і економіка, 2006. — 200, [1] с. : карти. — ISBN 985-442-358-1 .
- Лексіка гаворак Українського Прип'яцького Полісся: атлас, словарь / Нац. акад. наук Білорусі, Ін-т мови та літ. ім. Я. Коласа та Я. Купали; уклад.: Г. Ф. Вештарт [і інш.]; ред. Ф. Д. Клімчук, У. О. Кощанка, І. І. Лапуцька. Мінськ, 2008.